# Zaïo
Zaïo (arabiska: زايو) är en stad i Marocko. Den ligger i provinsen Nador och regionen Oriental, 400 km öster om huvudstaden Rabat. Antalet invånare var 35 806 vid folkräkningen 2014.